# Mirror (Gackt-dal)
A Mirror Gackt japán énekes kislemeze, mely 2000. február 9-én jelent meg a Nippon Crown kiadónál. Kilencedik helyezett volt az Oricon heti slágerlistáján és hat hétig szerepelt rajta.

## Számlista
| #  | Cím                   | Hossz |
| -- | --------------------- | ----- |
| 1. | Mirror                | 4:35  |
| 2. | Blue (Piano Solo)     | 3:21  |
| 3. | Mirror (Instrumental) | 4:32  |